# Hôtel des Invalides

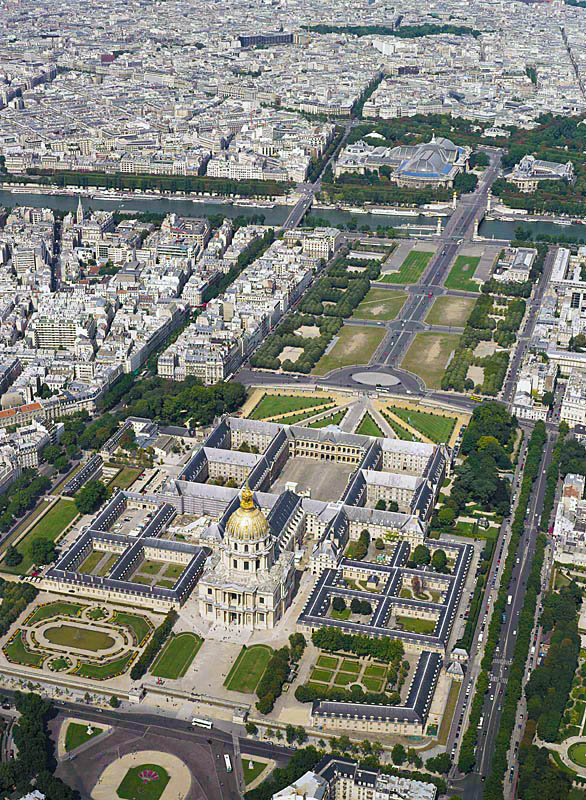
Gesamtansicht der Anlage

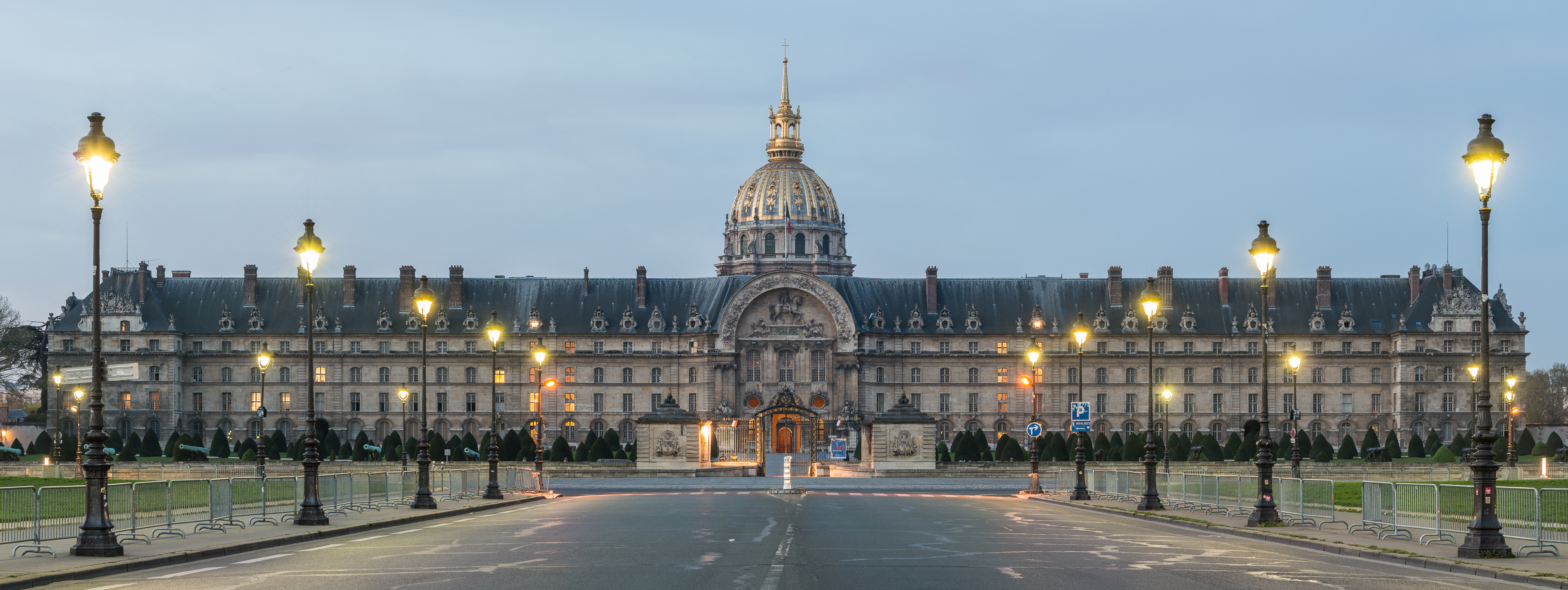
Nordfassade

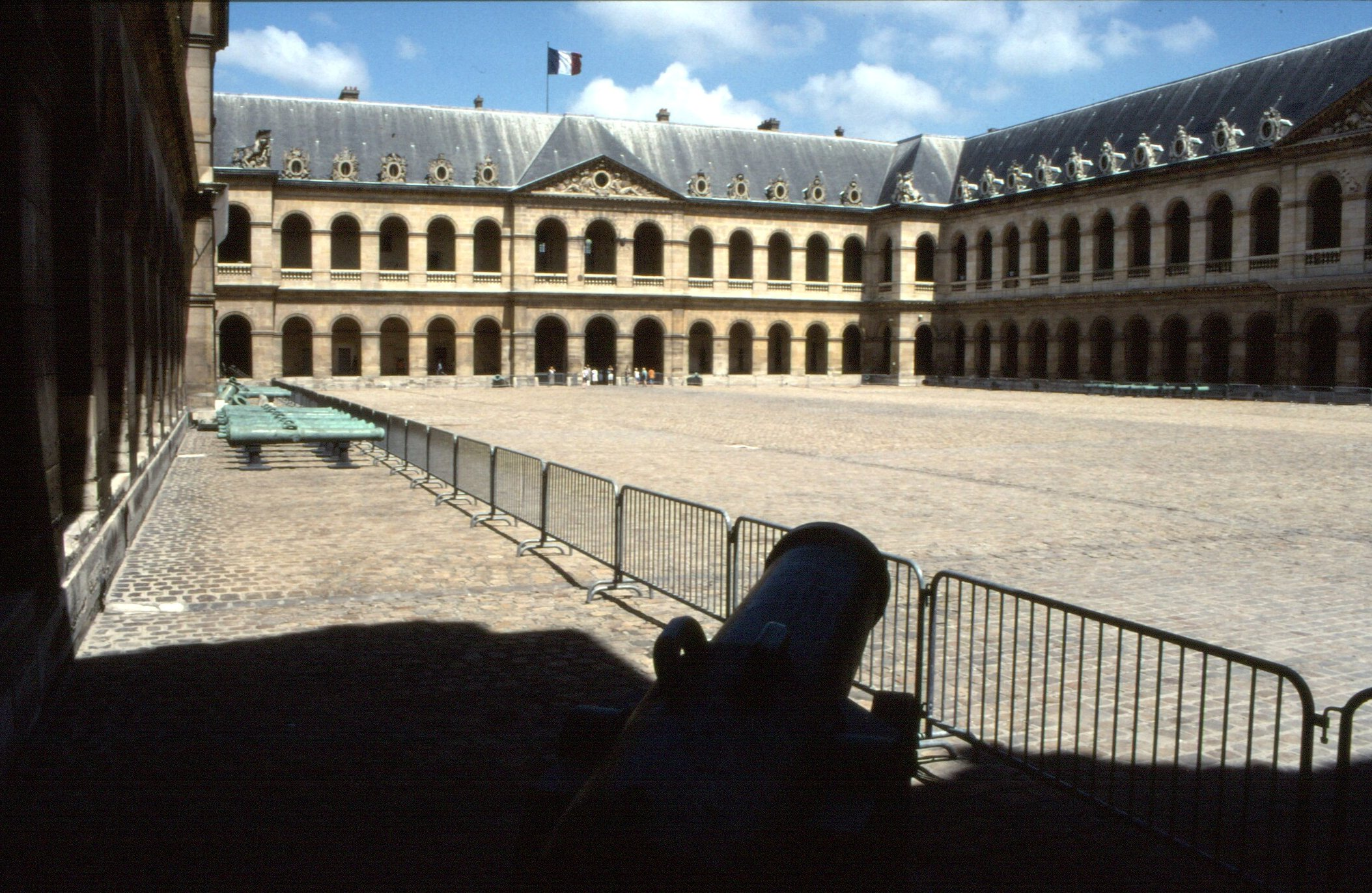
Ehrenhof

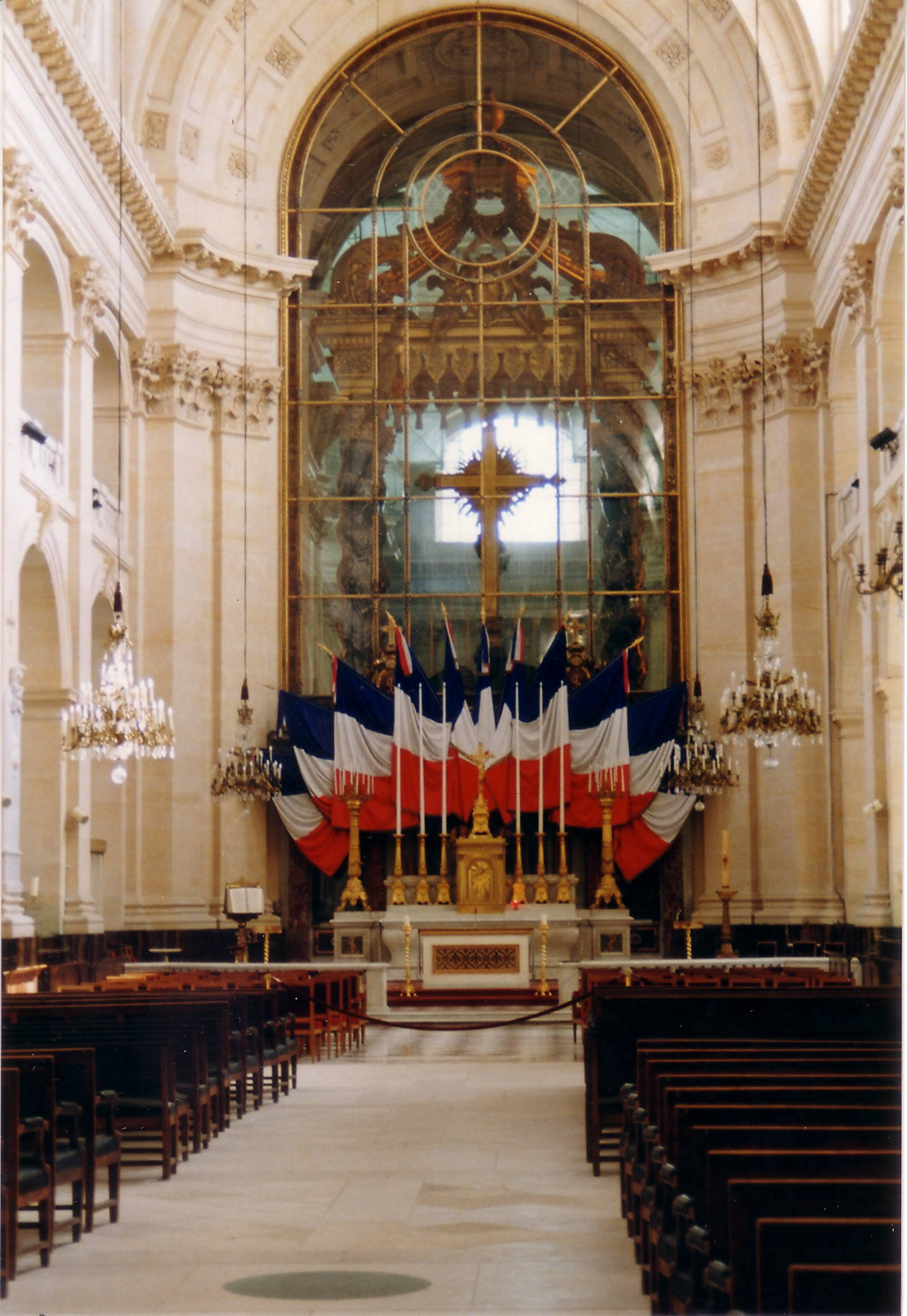
Kathedrale Saint-Louis-des-Invalides

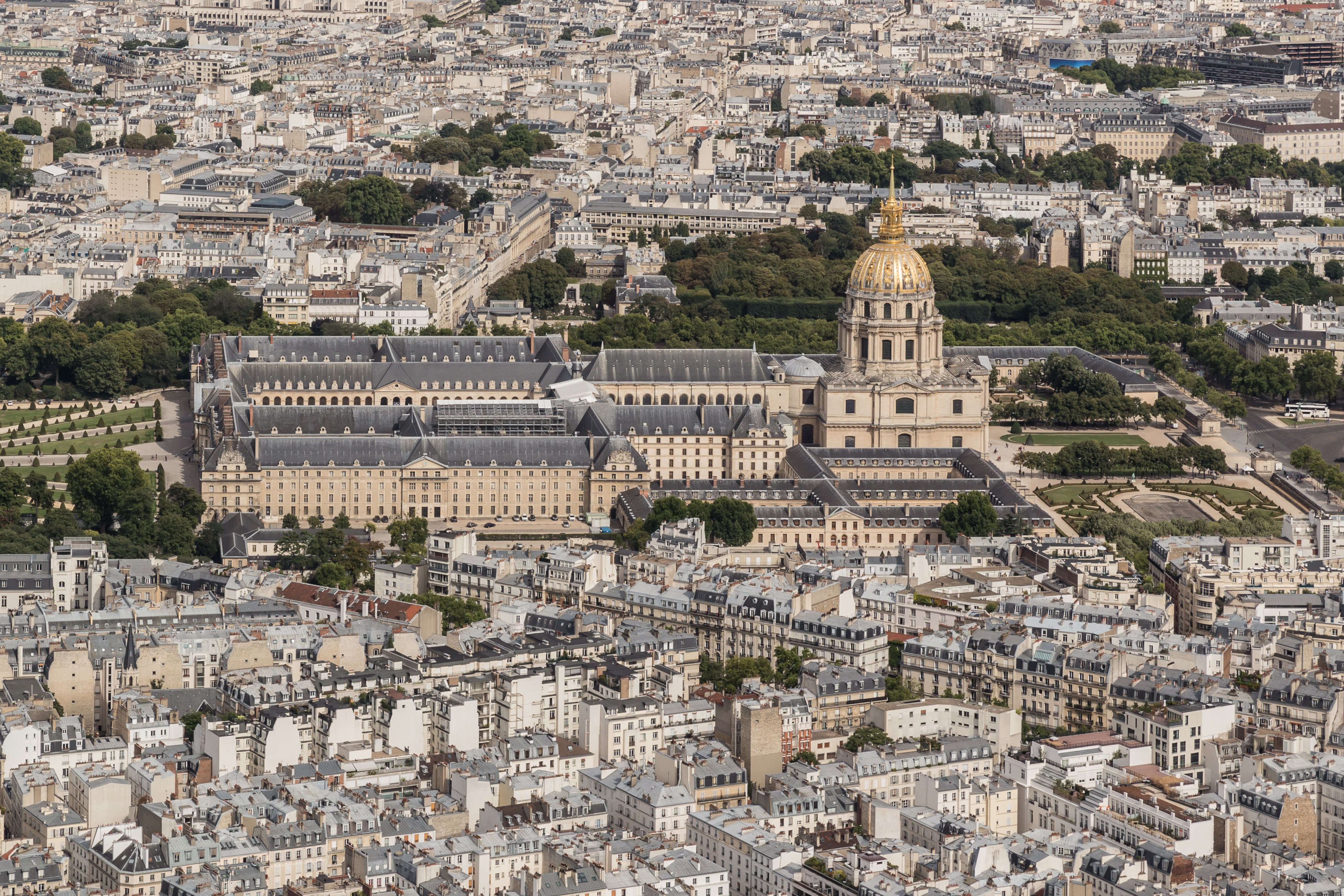
Westfassade

Das Hôtel des Invalides (deutsch Invalidenheim, französisch auch kurz Les Invalides) in Paris (7. Arrondissement) ist ein ursprünglich unter der Bezeichnung Hôtel royal des Invalides im Auftrag von König Ludwig XIV. in den Jahren von 1670 bis 1676 nach den Plänen der Architekten Libéral Bruant und Jules Hardouin-Mansart errichtetes Heim für kriegsversehrte, berufsunfähige Soldaten. Heute wird es geführt von der Institution nationale des Invalides und beherbergt mehrere Museen, darunter das bedeutende Musée de l’Armée, sowie zwei Kirchen, nämlich die Église du Dôme des Invalides mit der Grabstätte Kaiser Napoleons I.  sowie die Cathédrale Saint-Louis-des-Invalides mit den Ruhestätten weiterer hoher Militärs.

## Geschichte
Das Gebäude entstand zur Lösung des Problems, was mit den heimatlosen, arbeitslosen oder verwundeten Soldaten nach einem Krieg geschehen sollte. Nicht nur aus Gründen der Humanität fühlten sich Herrscher verpflichtet, für die Soldaten zu sorgen, die ihr Leben riskiert und oft ihre Gesundheit beschädigt hatten. Auch aus Gründen der staatlichen Sicherheit empfahl sich eine solche Maßnahme, denn unbeschäftigte, aber waffenkundige Soldaten konnten gefährlich werden, wenn sie als marodierende Banden unkontrolliert durch das Land zogen. Schon im 12. Jahrhundert dachte Philipp Augustus deshalb an eine Art Hospital. Lange kamen alte Soldaten in Klöstern unter, wo sie häufig Unruheherde bildeten, weil sie sich nicht den strengen Mönchsregeln unterwerfen wollten.
König Ludwig XIV. sorgte mit dem Hôtel des Invalides für eine umfassende Lösung, bei der er für die Architektur die äußere Gestalt des spanischen Escorial zum Vorbild nahm und für die soziale Organisation die Tradition des Klosters. Die Anlage ist eine gewaltige militärische Gedächtnisstätte mit einem riesigen zentralen Innenhof, einem Kreuzgang vergleichbar, der von vier Nebenhöfen mit Wohntrakten umgeben war. Die alten und gebrechlichen Soldaten sollten hier ein geregeltes Leben führen. Ihre Tage waren mit Gottesdiensten und handwerklichen Betätigungen ausgefüllt.

## Wohngebäude und Werkstätten
Die Militäranlage bildet ein großes, 390 Meter langes und 450 Meter breites Rechteck. Allein die viergeschossige Fassade ist 195 Meter breit. Sie beherbergt unter anderem ein Hospital und eine Manufaktur.
Den zu der sogenannten Esplanade gelegenen Vorplatz säumen aufgebockte Kanonenrohre des 17. und 18. Jahrhunderts. Durch den Haupteingangsprospekt gelangt man auf den Ehrenhof. Der Haupteingang wird von Kriegerstatuen in antikem Dekor gesäumt.
Durch den Haupteingang geht der Blick auf das Tempelmotiv auf der gegenüberliegenden Seite. Dieser gesamte Bereich ist streng symmetrisch gebaut. Die Mitte ist an den vier Trakten jeweils nur leicht dadurch betont, dass in der langen zweigeschossigen Arkadenreihe eine Dreiergruppe schwach herausgezogen und mit einem Dreiecksgiebel bekrönt wird, ohne dadurch den Eindruck der endlosen Reihung und damit militärischer Strenge und Disziplin zu schmälern.
Der Ehrenhof (französisch Cour d’Honneur) ist heute noch Schauplatz von Militärparaden. Auf der Südseite, gegenüber dem Haupteingang, befindet sich im Zentralbogen der oberen Galerie eine Bronzestatue Napoleons (von Charles Émile Seurre, 1833), die im Volksmund Le Petit Corporal genannt wird. Die oberen Gänge der Wohntrakte, die zum Ehrenhof hin liegen, sind ebenfalls mit historischem Kriegsgerät ausstaffiert.

## Museen
| Grundriss des Hôtel des Invalides | |
| Église du Dôme des Invalides Cathédrale Saint-Louis-des-Invalides Musée de l’Armée Musée des Plans-Reliefs Musée de l’Ordre de la Libération                                                 | Institution nationale des Invalides Gouverneur des Invalides Gouverneur militaire de Paris Chancellerie de l’Ordre de la Libération Office national des anciens combattants et victimes de guerre |
| - 1. Cour d’honneur - 2. Cour d’Angoulême - 3. Cour d’Austerlitz - 4. Cour de la Victoire - 5. Cour de la Valeur - 6. Cour de Mars - 7. Cour de Toulon - 8. Cour de Nismes - 9. Cour de Metz | - 10. Cour de l’Infirmerie - 11. Cour d’Oran - 12. Cour de la Paix - 13. Cour d’Arles - 14. Cour d’Alger - 15. Cour Saint-Louis - 16. Cour Saint-Joseph - 17. Cour Saint-Jacques                  |

Die ehemaligen Werkstätten beherbergen heute unter anderem
- das Musée de l’Armée, eines der bedeutendsten heeresgeschichtlichen Museen der Welt,
- das Musée des Plans-Reliefs, das Museum für Festungsgeschichte mit Modellen von Städten, Häfen und Festungen,
- das Musée de l’Ordre de la Libération,
- das Historial Charles-de-Gaulle, in dem das Leben Charles de Gaulles dargestellt wird.

## Kirchen
Nach der Inbetriebnahme wurden dem Gebäudekomplex zwei Kirchen hinzugefügt:

### Cathédrale Saint-Louis-des-Invalides

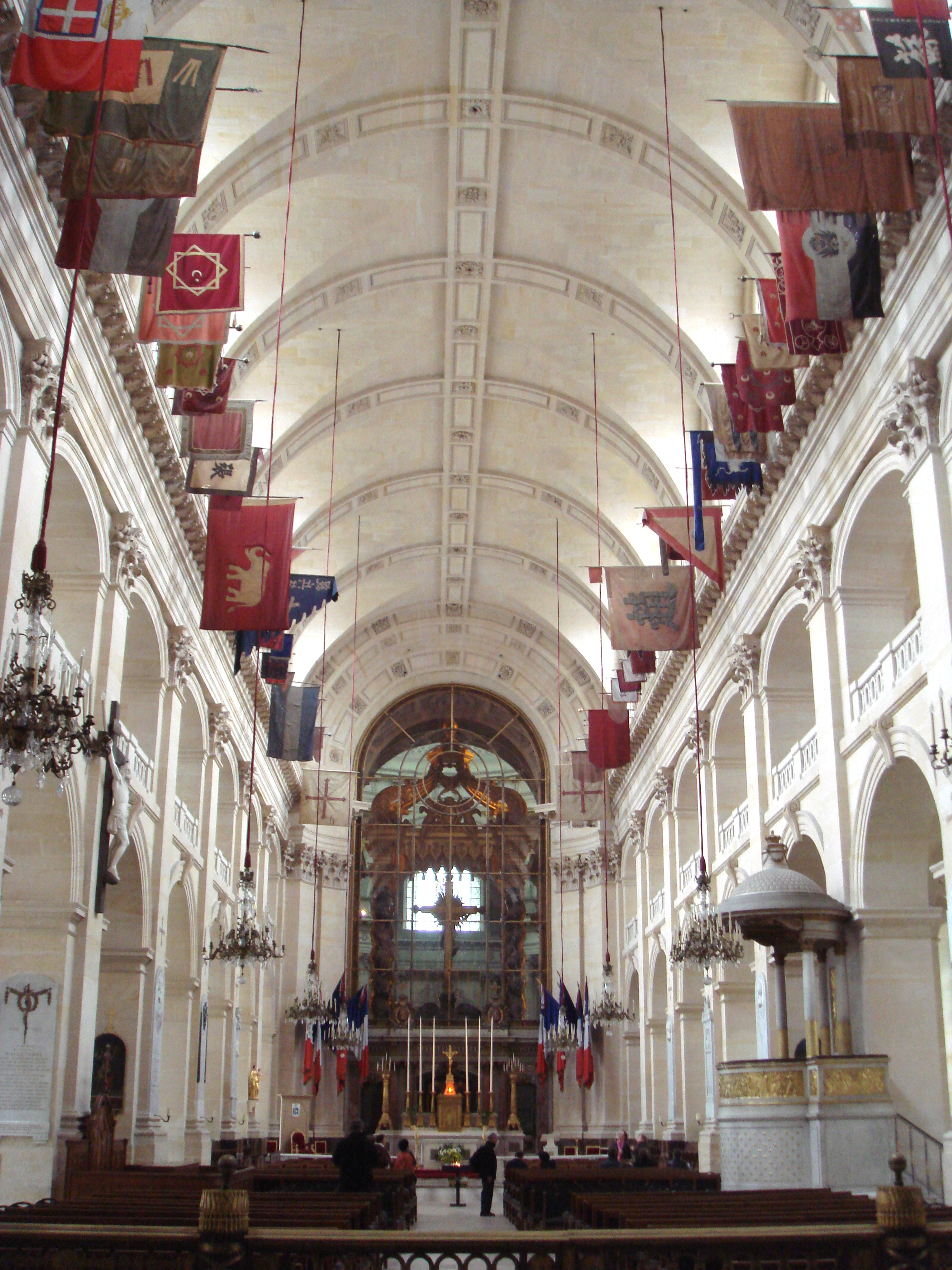
Blick in die Cathédrale Saint-Louis-des-Invalides mit erbeuteten Fahnen

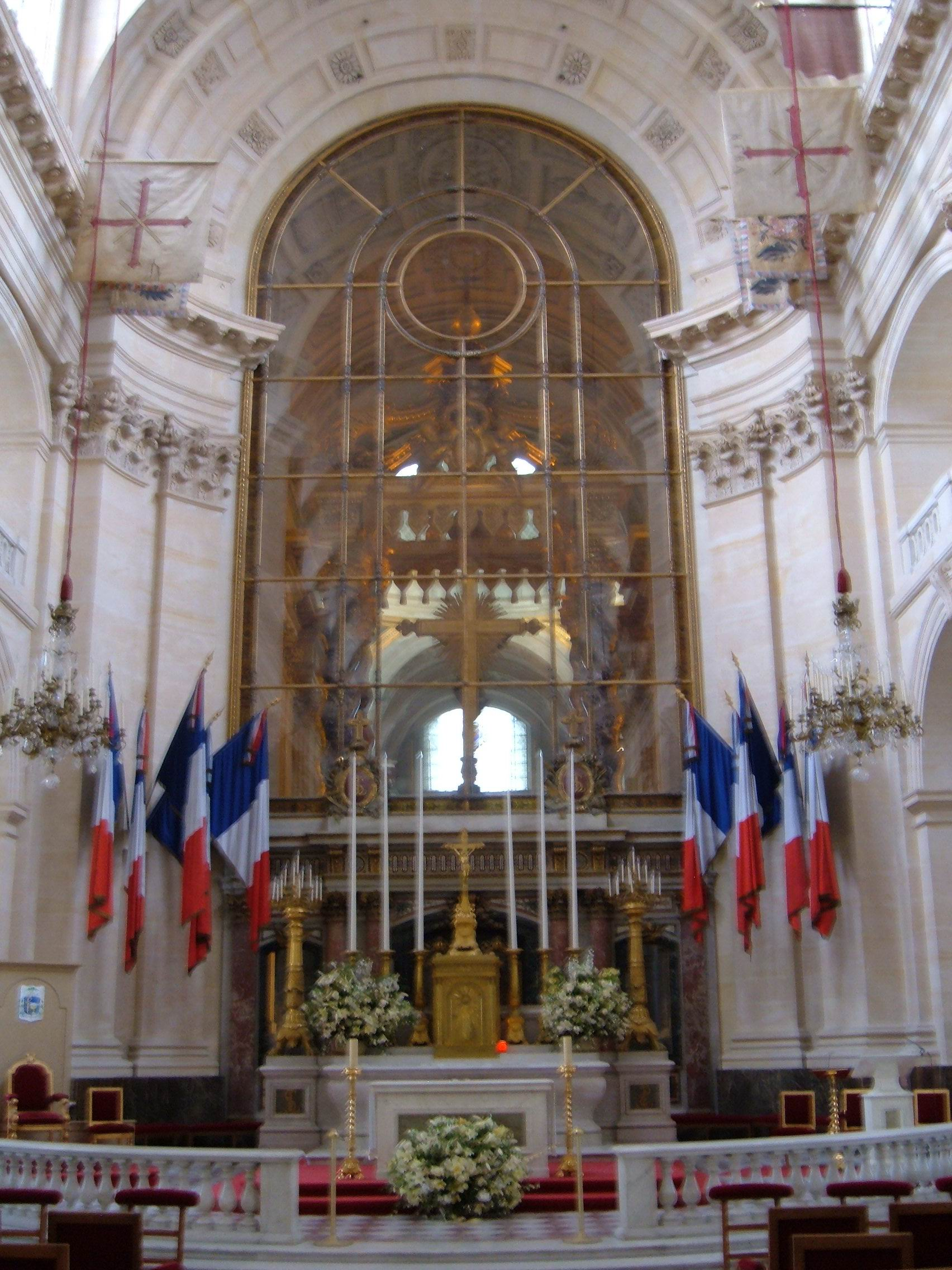
Hochaltar der Cathédrale Saint-Louis-des-Invalides mit der gläsernen Trennwand zur Église du Dôme des Invalides

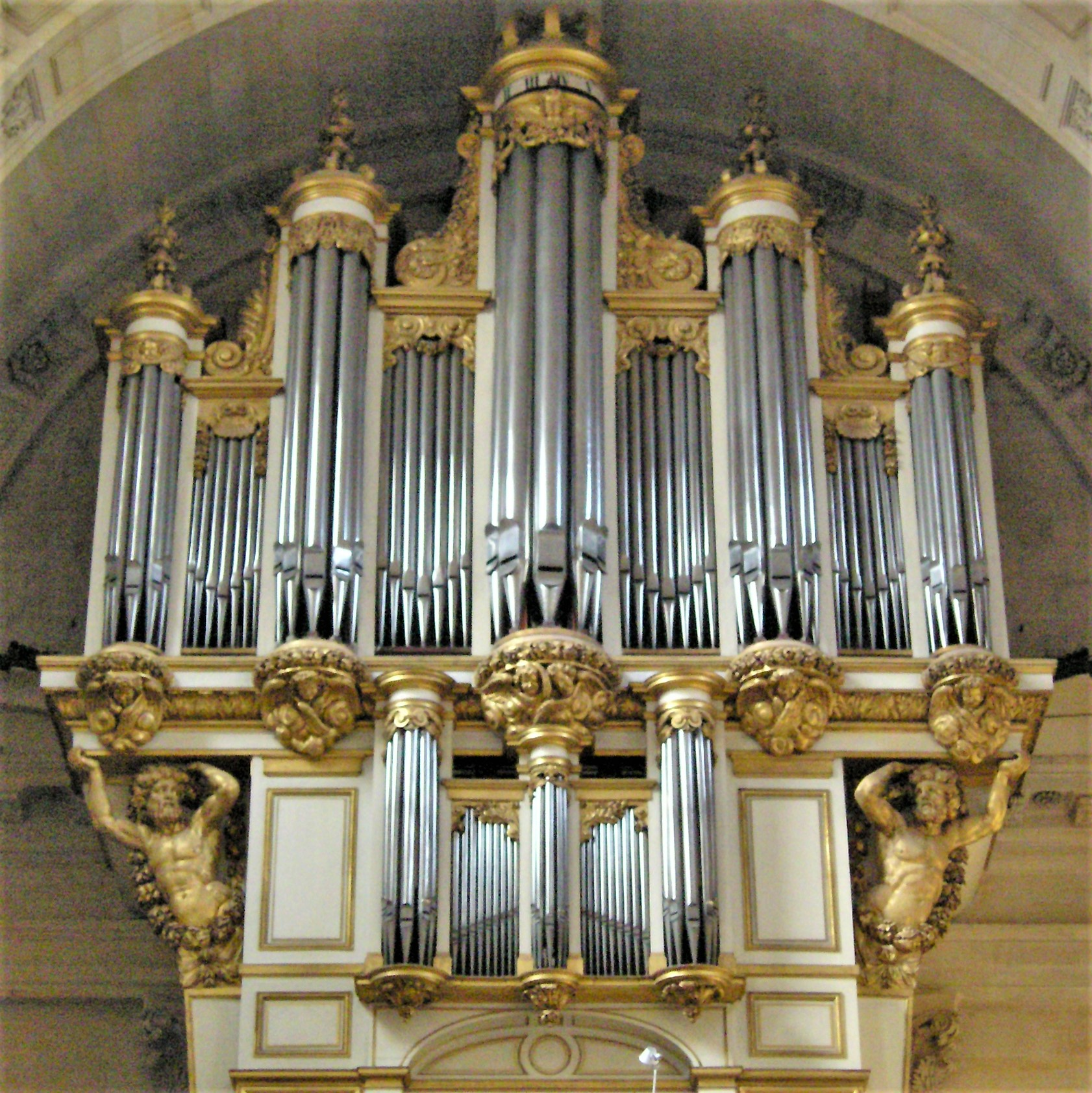
Blick auf die Orgel

Der Rohbau der sogenannten Soldatenkirche (offiziell Cathédrale Saint-Louis-des-Invalides), wurde 1676 begonnen und bereits 1677 mit der Überdachung abgeschlossen, während die benachbarte Église du Dôme des Invalides von 1679 bis 1708 errichtet wurde. 
Bei der Planung des Hôtel des Invalides musste der Umstand bedacht werden, dass die religiöse Feier des militärischen Ruhms zwei Kirchen brauchte – eine für die Bewohner des  Invalidenheims und eine für die Besucher. Das Hôtel des Invalides sollte nicht nur Veteranenunterkunft werden, sondern Ludwig XIV. wollte eine Heldengedenkstätte errichten; die Ausmaße der dazugehörigen Kirche mussten entsprechend groß sein, um u. a. auch größere Besuchergruppen aufnehmen zu können. Die Lösung, die schließlich gefunden wurde, bestand darin, die als Zentralbau gestaltete Église du Dôme des Invalides als Kirche für die Besucher und die als Longitudinalbau gestaltete Cathédrale Saint-Louis-des-Invalides als Kirche für die Bewohner des Invalidenheims direkt aneinander zu stellen. Auf diese Weise stellen sie zwar getrennte Einheiten dar, gehören aber baulich doch zusammen. In der Trennwand hinter dem Hochaltar der Cathédrale Saint-Louis-des-Invalides befindet sich ein großes Fenster zur Église du Dôme des Invalides, das beide Kirchenräume gleichsam geistig verbindet. 
Ursprünglich war die Kirche für die Bewohner des Hôtel des Invalides als choeur des pensionnaires („Chor der Invaliden“) eine Bauidee, die auf die Mönchschöre frühneuzeitlicher Klosterkirchen zurückgeht. Von ihrer Église des soldats („Soldatenkirche“) aus verfolgten die Heiminsassen den Gottesdienst, das Betreten des Kuppelraums der Église du Dôme des Invalides war ihnen untersagt. Die Kirche für die Bewohner des Hôtel des Invalides ist seit 1986 Kathedrale und Sitz des französischen römisch-katholischen Militärordinariats (Diocèse des Armées françaises).

#### GrabgewölbeCaveau des Gouverneurs
Hinter dem Hochaltar der Cathédrale Saint-Louis-des-Invalides, und teilweise in diesen integriert, liegt der Zugang zum Grabgewölbe Caveau des Gouverneurs, das ursprünglich für die Gouverneure des Invalidenheims (siehe Liste unten) bestimmt war. Letztlich fanden hier 28 Gouverneure ihre letzte Ruhestätte; die übrigen der 82 hier beigesetzten Personen sind besonders verdienstvolle Angehörige der französischen Streitkräfte. 
In den Gruftnischen des Caveau des Gouverneurs ruhen u. a. die Admirale oder Generale d’Amade, Arrighi de Casanova, Baraguey d’Hilliers, Bessières, Bugeaud de la Piconnerie, Certain de Canrobert, Coigny, Duchêne, Duperré, Franchet d’Espèrey, Exelmans, Fayolle, Gauchet, Giraud, Guillaumat, Hamelin, Henrys, Humbert, Jourdan, Juin, Langle de Cary, Lanrezac, Baston de Lariboisière, Larrey, Lasalle, Leclerc de Hauteclocque, Mac-Mahon (auch Staatspräsident), Maistre, Mangin, Maud’huy, Mitry, Molitor, de Moncey, Mouton de Lobau, Nivelle, d’Ornano, Oudinot, Pau, Pélissier de Malakoff, Putz, Roques, Rouget de Lisle (Verfasser der Marseillaise), Saint-Jean d’Angely, Saint-Arnaud, Sébastiani, Sérurier, d’Urbal und Valée.
Jean-Marie de Lattre de Tassigny, posthum Marschall von Frankreich, ruht nicht im Hôtel des Invalides, sondern in seinem Geburtsort Mouilleron-en-Pareds (Département Vendée). Anlässlich des 50. Todestages des Marschalls enthüllte der französische Staatspräsident Jacques Chirac im Januar 2002 eine Ehrentafel für ihn in der Cathédrale Saint-Louis-des-Invalides. Jacques-Philippe Leclerc de Hauteclocque wurde ebenfalls mit einer solchen Ehrentafel in der Cathédrale Saint-Louis-des-Invalides gewürdigt.

#### Orgel
Die Orgel wurde 1687 von dem Orgelbauer Alexandre Thierry mit 37 Registern auf vier Manualen und Pedal erbaut. Das Instrument wurde mehrfach repariert und erweitert. Rekonstruiert wurde das Instrument insbesondere durch den Orgelbauer Gadault im Jahre 1852, und in den Jahren 1957, 1962 und 1979 durch den Orgelbauer Beuchet-Debierre. Dementsprechend heterogen ist das heutige Pfeifenwerk in der Orgel. Sie hat heute 64 Register auf drei Manualen und Pedal. Die Trakturen sind elektrisch.
| I Grand Orgue C–c4    |         |
| Montre                | 16′     |
| Bourdon               | 16′     |
| Montre                | 08′     |
| Flûte harmonique      | 08′     |
| Diapason              | 08′     |
| Grand nasard          | 05 1⁄3′ |
| Flûte                 | 04′     |
| Prestant              | 04′     |
| Grande tierce         | 03 1⁄5′ |
| Doublette             | 02′     |
| Cornet V              |         |
| Grande fourniture III |         |
| Fourniture IV         |         |
| Bombarde              | 16′     |
| Trompette             | 08′     |
| Clairon               | 04′     |
| Trompette en chamade  | 08′     |
| Clairon en chamade    | 04′     |

| II Récit expressif C–c4 |        |
| Quintaton               | 16′    |
| Principal               | 08′    |
| Cor de nuit             | 08′    |
| Viole de gambe          | 08′    |
| Voix céleste            | 08′    |
| Flûte                   | 08′    |
| Principal italien       | 04′    |
| Flûte à fuseau          | 04′    |
| Nasard                  | 02 ⁄3′ |
| Principal               | 02′    |
| Cornet V                |        |
| Fourniture IV           |        |
| Cymbale IV              |        |
| Bombarde                | 16′    |
| Trompette               | 08′    |
| Hautbois                | 08′    |
| Voix humaine            | 08′    |
| Clairon                 | 04′    |

| III Positif C–c4     |        |
| Montre               | 8′     |
| Bourdon à cheminée 0 | 8′     |
| Prestant             | 4′     |
| Flûte à cheminée     | 4′     |
| Nasard               | 2 ⁄3′  |
| Flageolet            | 2′     |
| Tierce               | 1 3⁄5′ |
| Fourniture IV        |        |
| Cymbale III          |        |
| Trompette            | 8′     |
| Cromorne             | 8′     |
| Chalumeau            | 4′     |

| Pédale C–g1          |     |
| Soubasse             | 32′ |
| Soubasse             | 16′ |
| Flûte                | 16′ |
| Principal            | 16′ |
| Bourdon              | 08′ |
| Flûte                | 08′ |
| Principal            | 08′ |
| Flûte                | 04′ |
| Principal            | 04′ |
| Principal            | 02′ |
| Fourniture IV        |     |
| Bombarde             | 16′ |
| Trompette            | 08′ |
| Clairon              | 04′ |
| Trompette en chamade | 08′ |
| Clairon en chamade   | 04′ |

### Église du Dôme des Invalides(Grabstätte Napoleons)

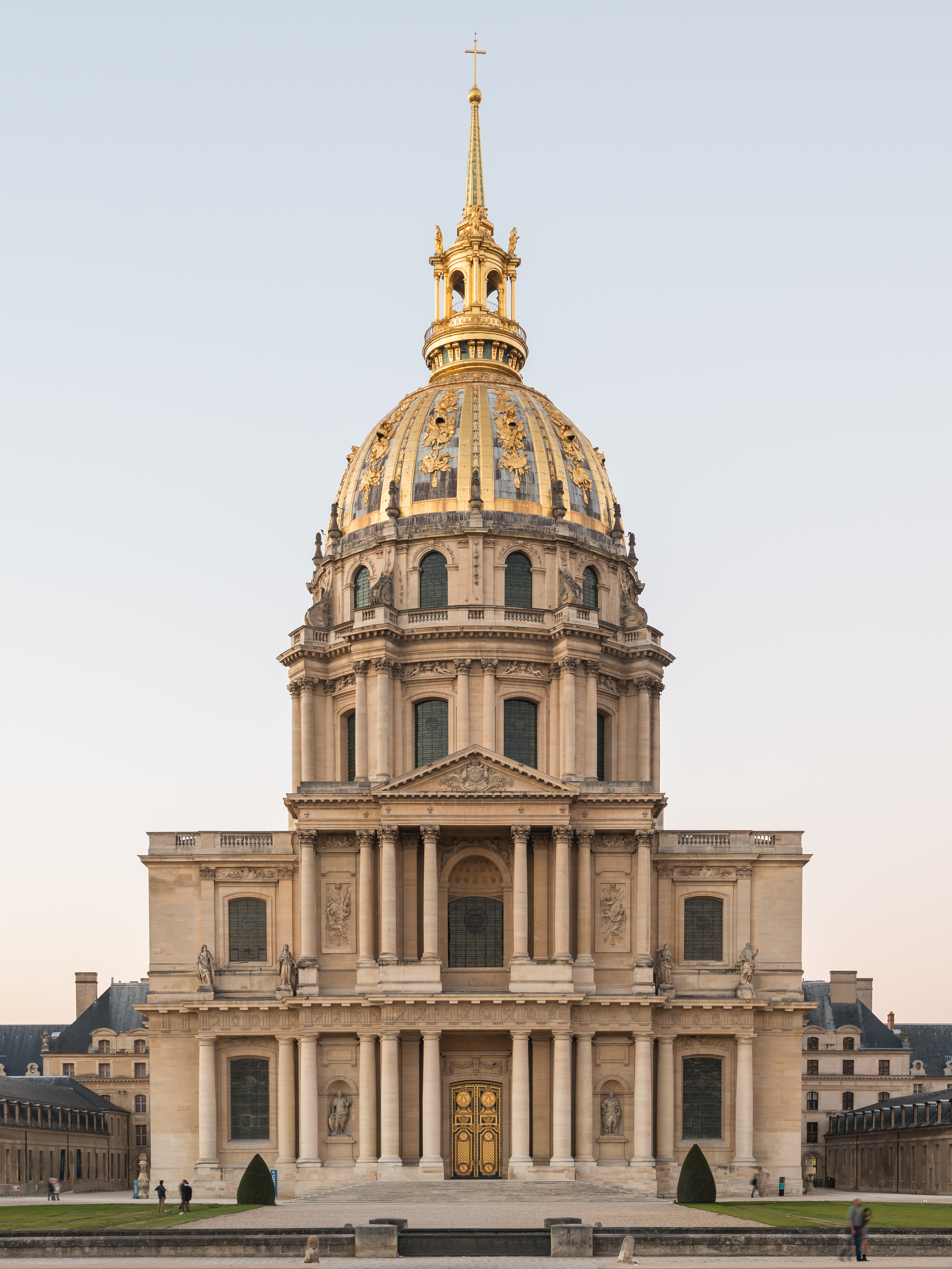
Église du Dôme des Invalides

Die zweite Kirche im Komplex des Hôtel des Invalides ist ebenfalls dem heiligen Ludwig geweiht und trug ursprünglich den Namen Chapelle royale des Invalides. Heute wird sie Église du Dôme des Invalides genannt, wovon sich ihr deutscher Name „Invalidendom“ ableitet. Die Bezeichnung Dom weist in diesem Fall nicht auf eine Kathedrale hin (Sitz des Militärbischofs ist die benachbarte Cathédrale Saint-Louis-des-Invalides, siehe oben), sondern kommt von dem französischen Wort „dôme“, was „Kuppel“ bedeutet. 
Der in den Jahren 1679 bis 1691 errichtete Rohbau des Invalidendoms konnte aufgrund von Kapitalmangel erst im Jahr 1706 endgültig vollendet und ausgeschmückt werden. Ein Gesetz bestimmte das Gebäude am 10. Juni 1840 zum Grabmal Napoleons. Die Aushebung und Ausstattung der Krypta, die den Innenraum der Kuppelkirche erheblich veränderten, nahmen rund zwanzig Jahre in Anspruch und wurden 1861 abgeschlossen.

## Gouverneure des Invalidenheims
- ????–????: ? Lemaçon d’Ormoy (?–1675)
- 1678–1696: André Blanchard de Saint-Martin de Taley (1613–1696)
- 1696–1705: Nicolas Desroches d’Orange (1626–1705)
- 1705–1722: Alexandre de Boyveau (1660–1722) ???
- 1723–1730: ? Beaujeu de Jauges ?
- 1730–1738: Pierre de Vissec de Latude de Ganges (1652–1738)
- 1738–1742: Joseph de Mornay de Saint-André (1670–1742)
- 1742–1753: Jean-Marie Cornier de la Courneuve (1670–1753)
- 1753–1760: François d’Azemard de Panat de la Serre (1695–1766)
- 1766–1783: Jean-Baptiste-Joseph de Sahuguet-Damarzil (1713–1783), baron d’Espagnac
- 1783–1786: Jacques Antoine Hippolyte de Guibert (1743–1790)
- 1786–1792: Charles François de Virot de Sombreuil (1725–1794)
- 1796?–1804: Jean-François Berruyer (1737–1804)
- 1804–1816: Jean Mathieu Philibert Sérurier (1742–1819)
- 1816–1821: Henri de Franquetot, duc de Coigny (1737–1821)
- 1821–1830: Marie Victor Nicolas de Fay de La Tour-Maubourg (1768–1850)
- 1830–1833: Jean-Baptiste Jourdan (1762–1833)
- 1833–1837: Charles-Marie Denys de Damrémont (* 1783)
- 1837–1842: Bon-Adrien-Jeannot de Moncey (1754–1842)
- 1842–1847: Nicolas Charles Oudinot (1767–1847), duc de Reggio
- 1847–1848: Gabriel Jean Joseph Molitor (1770–1849)
- 1848–1852: Jérôme Bonaparte (1784–1860)
- 1852–1853: Jean Toussaint Arrighi de Casanova (1778–1853)
- 1853–1863: Philippe-Antoine d’Ornano (1784–1863)
- 1863–1883: Edmond de Martimprey (1808–1883)
- 1883–1891: Louis Sumpf (1816–1891)
- 1891–1902: Paul-Edouard Arnoux (1822–1902)
- 1902–1919: Gustave Léon Niox (1840–1921)
- 1919–1923: Gabriel Malleterre (1858–1923)
- 1923–1944: Augustin Mariaux (1864–1944)
- 1944–1944: Marie-Joseph Pinon (1888–1947)
- 1944–1951: Antoine Rodes (1870–1951)
- 1951–1960: Jean Houdémon (1885–1960)
- 1961–1962: André Kientz (1896–1962)
- 1962–1964: Raoul Magrin-Vernerey (1892–1964), Pseudonym Ralph Monclar
- 1964–1973: Jacques de Grancey (1894–1973)
- 1973–1991: Gabriel de Galbert (1912–2001)
- 1991–1997: Maurice Schmitt (1930– )
- 1997–2002: Bertrand Guillaume de Sauville de La Presle (1937– )
- 2002–2009: Hervé Michel Gobilliard
- 2009–2014: Bruno Cuche (1948– )
- 2014–2017: Bertrand Ract-Madoux (1953– )
- 2017-heute: Christophe de Saint Chamas (1959– )